# Dans la nuit des pagodes
Pour plus de détails, voir Fiche technique et Distribution.
Dans la nuit des pagodes (The Son-Daughter) est un film américain en noir et blanc réalisé par Clarence Brown, sorti en 1932.

## Synopsis
Dans le quartier chinois de San Francisco, lors de troubles entre des groupes opposés de la communauté chinoise : Tom Lee, un prince chinois déguisé en étudiant, est amoureux de Lien Wha.

## Fiche technique
- Titre original : The Son-Daughter
- Titre français : Dans la nuit des pagodes
- Réalisation : Clarence Brown
- Scénario : John F. Goodrich et Claudine West d'après la pièce de George Scarborough et David Belasco
- Producteur : Clarence Brown
- Société de distribution : Metro-Goldwyn-Mayer
- Direction artistique : Cedric Gibbons
- Costumes : Adrian
- Photographie : Oliver T. Marsh
- Montage : Margaret Booth
- Musique : Herbert Stothart
- Pays de production : États-Unis
- Langue : anglais
- Format : noir et blanc - 1.37:1 - Son : Mono (Western Electric Sound System)
- Genre : drame
- Durée : 79 minutes
- Dates de sortie 
  - États-Unis : 23 décembre 1932
  - France : 27 juillet 1934

## Distribution
- Helen Hayes : Lien Wha
- Ramón Novarro : Tom Lee
- Lewis Stone : Dr Dong Tong
- Warner Oland : Fen Sha
- Ralph Morgan : Fang Fou Hy
- Louise Closser Hale : Toy Yah
- H. B. Warner : Sin Kai

Acteurs non crédités
- Ben Bard : le serviteur de Fen Sha
- Wade Boteler : le capitaine du navire de munitions
- Willie Fung : le marchant chinois
- Dell Henderson : Hy Py
- Edwin Maxwell : le prêtre chinois
- Leo Willis : le travailleur sur les quais